# Salmo 42

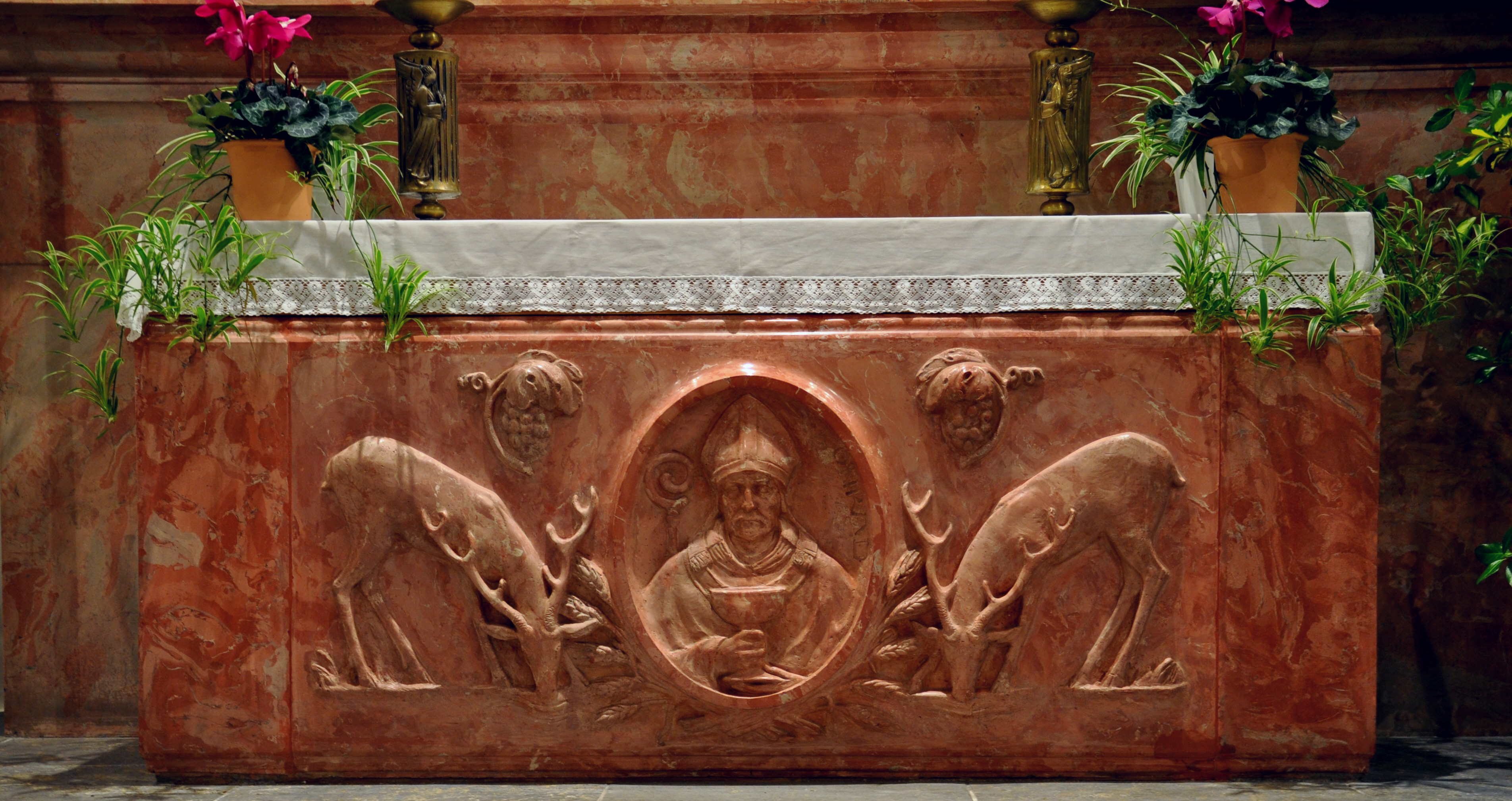
Altare di una chiesa cattolica a Ostrach che illustra il primo versetto del salmo.

Il salmo 42 (41 secondo la numerazione greca) costituisce il quarantaduesimo capitolo del Libro dei salmi.
Dal suo testo proviene la famosa locuzione latina abyssus abyssum invocat (così nella traduzione geronimana).